# (6491) 1991 OA
1991 أو أي (ويعرف أيضًا باسم (6491) 1991 أو أي وفق تسمية الكوكب الصغير) (بالإنجليزية: 1991 OA)‏ هو كويكب ضمن حزام الكويكبات؛ وترتيبه 6491 من حيث الاكتشاف.
اكتُشف هذا الجُرم الفلكي بواسطة هنري هولت إي في 16 يوليو 1991.

## وصلات خارجية
- (6491) 1991 OA في قاعدة بيانات مختبر الدفع النفاث لأجرام النظام الشمسي الصغيرة

- الاكتشاف · مخطط المدار ·  العناصر المدارية · المعلمات المادية

- (6491) 1991 OA على موقع ويكي سكاي: DSS2, SDSS, GALEX, IRAS, Hydrogen α, X-Ray, Astrophoto, Sky Map, Articles and images